# Hispano-Suiza T49

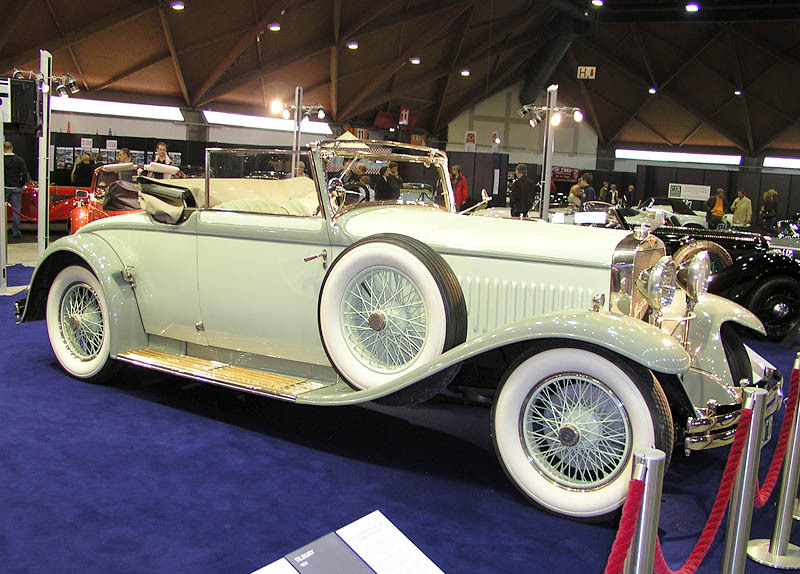
Hispano-Suiza T49

Hispano-Suiza T49 Barcelona вироблявся франко-іспанською компанією Hispano-Suiza впродовж 1922-1930-х роках.

## Історія
Шасі T49 (довге і коротке) на заводі у Барселоні випустили як доступніший варіант люкс-моделі H6B, що певний час була найдорожчою європейською моделлю авто. На нього встановлювали елегантні кузови різних кузовних фабрик, але за ціною T49 належав до середньої цінової категорії авто вищого класу (в Іспанії 25.000 песет). Випускалась ще дешевша модель Т48 з мотором у 2,5 л. На нього встановлювали 6-циліндровий мотор, що був модифікацією 6,6 літрового мотора H6b, але з об'ємом 3746 см³ (85×110) і потужністю 90 к.с.. Мотор зберіг по 2 свічки запалювання і по 2 клапани на циліндр з приводом від розподільчого валу у головці циліндрів. Hispano-Suiza T49 мала певний успіх переважно завдяки славі старшої моделі. Була знята з виробництва 1930 і замінена 1932 моделлю HS26.

### Технічні дані Hispano-Suiza T49
|                       |                                                     |
| Розміри               | Параметри                                           |
| Роки випуску:         | 1922-1930                                           |
| Колісна база:         | 3.370 мм • 3.570 мм                                 |
| Колія передніх коліс: | 1360 мм                                             |
| Колія задніх коліс:   | 1400 мм                                             |
| Типи кузовів:         | торпедо • лімузин • фаетон • кабріолет • родстер    |
| Виготовлено:          | в Іспанії бл. 1000 (1925-1940)                      |
| Мотор:                | рядний 6-циліндровий, 2 карбюратори                 |
| Потужність мотора:    | 90 к.с.                                             |
| Об'єм мотора:         | 3,745 см³ (85×110)                                  |
| Трансмісія:           | КП 3-ступінчаста механічна з швидкісним перемикачем |
| Швидкість:            | 120 км/год.                                         |
| Бензобак:             | 90 л                                                |